# Rejon Dżajył
Rejon Dżajył (kirg. Жайыл району; ros. Жайыльский район) – rejon w Kirgistanie w obwodzie czujskim. W 2009 roku liczył 92 645 mieszkańców (z czego 61% stanowili Kirgizi, 24,9% – Rosjanie, 2,6% – Ukraińcy, 1,8% – Ujgurzy, 1,7% – Uzbecy, 1,5% – Kazachowie) i obejmował 26 361 gospodarstw domowych. Siedzibą administracyjną rejonu jest Karabałta.